# Pyrrhia vexilliger
Pyrrhia vexilliger är en fjärilsart som beskrevs av Hugo Theodor Christoph 1893. Pyrrhia vexilliger ingår i släktet Pyrrhia och familjen nattflyn. Inga underarter finns listade.